# 2005 JA186
2005 JA186, também escrito como 2005 JA186, é um objeto transnetuniano que está localizado no Cinturão de Kuiper, uma região do Sistema Solar. Este corpo celeste é classificado como um provável cubewano. Ele possui uma magnitude absoluta de 7,2 e tem um diâmetro estimado com 160 km.

## Descoberta
2005 JA186 foi descoberto no dia 14 de maio de 2005 pelos astrônomos P. A. Wiegert e A. Papadimos.

## Órbita
A órbita de 2005 JA186 tem uma excentricidade de 0,039 e possui um semieixo maior de 45,757 UA. O seu periélio leva o mesmo a uma distância de 43,992 UA em relação ao Sol e seu afélio a 47,523 UA.